# Домб'є-Подуховне
Домб'є-Подуховне (пол. Dąbie Poduchowne) — село в Польщі, у гміні Любранець Влоцлавського повіту Куявсько-Поморського воєводства.
Населення — 51 особа (2011).
У 1975-1998 роках село належало до Влоцлавського воєводства.

## Демографія
Демографічна структура станом на 31 березня 2011 року:
|          | Загалом | Допрацездатний вік | Працездатний вік | Постпрацездатний вік |
| -------- | ------- | ------------------ | ---------------- | -------------------- |
| Чоловіки | 28      | 6                  | 19               | 3                    |
| Жінки    | 23      | 3                  | 11               | 9                    |
| Разом    | 51      | 9                  | 30               | 12                   |